# Hlubočany
Hlubočany (in tedesco Hobitschau) è un comune della Repubblica Ceca facente parte del distretto di Vyškov, in Moravia Meridionale.